# Energia totale relativistica
L'energia totale relativistica {\displaystyle E}, nella teoria della relatività ristretta, è data dall'Energia a riposo {\displaystyle E_{0}=mc^{2}}  a cui va aggiunta l'Energia cinetica relativistica {\displaystyle K=(\gamma -1)\,mc^{2}} : 
{\displaystyle E=E_{0}+K=mc^{2}+(\gamma -1)\,mc^{2}=\gamma \,m\,c^{2}={\sqrt {p^{2}c^{2}+m^{2}c^{4}}}}
dove:
- {\displaystyle m} è la massa invariante della particella
- {\displaystyle c} è la velocità della luce
- {\displaystyle \gamma } è il fattore di Lorentz
- {\displaystyle p=\gamma \,mv} è la quantità di moto relativistica

Si è qui usata la notazione moderna, che denota con m la massa invariante a ogni velocità v < c (numericamente coincidente con la massa a riposo {\displaystyle m_{0}}) e conseguentemente si scrive:
{\displaystyle E=\gamma \,mc^{2}}
per l'energia relativistica totale e
{\displaystyle E_{0}=mc^{2}}
per l'energia a riposo.

## Approssimazione per basse velocità
L'energia cinetica relativistica {\displaystyle K} è data dalla differenza tra l'energia totale {\displaystyle E=\gamma \,mc^{2}} e l'energia a riposo {\displaystyle E_{0}=mc^{2}}:
{\displaystyle K=E-E_{0}=\gamma \,mc^{2}-mc^{2}=\left(\gamma -1\right)\,mc^{2}}
che per piccole velocità (v ≪ c) è approssimabile all'espressione classica dell'energia cinetica,
{\displaystyle K={\frac {1}{2}}\,mv^{2}}.
Si può mostrare che le due forme concordano espandendo {\displaystyle \gamma } in serie di Taylor:
{\displaystyle \gamma ={\frac {1}{\sqrt {1-(v/c)^{2}}}}\simeq 1\,+\,{\frac {1}{2}}\left({\frac {v}{c}}\right)^{2}}.
Inserendolo nell'equazione originaria, si ottiene un'approssimazione all'espressione classica dell'energia cinetica: 
{\displaystyle K\simeq {\frac {1}{2}}\left({\frac {v}{c}}\right)^{2}mc^{2}\simeq {\frac {1}{2}}\,mv^{2}}.
L'energia totale relativistica comprende anche l'energia a riposo del corpo (che dipende solo dalla massa a riposo), che non compare invece nella definizione classica dell'energia. L'espressione dell'energia cinetica relativistica è invece equivalente a quella classica per basse velocità v rispetto a c. Questo mostra come la relatività sia una teoria più generale rispetto alla meccanica classica, che rientra nella meccanica relativistica come caso particolare.